# Codex Sassoon 1053
Der Codex Sassoon 1053 (auch bezeichnet als Codex S1 oder nach einem späteren (bis 2023) Eigentümer: Geneva, Jacqui E. Safra, JUD 002) ist eine frühe orientalische Handschrift der gesamten Hebräischen Bibel (Tanach). Sie wird mangels eines Kolophons ungefähr ins 9./10. Jahrhundert n. Chr. datiert.
Vom Codex Sassoon 1053 zu unterscheiden ist der Codex Sassoon 507, eine wichtige frühe Handschrift des Pentateuch.

## Beschreibung
Es handelt sich beim Codex Sassoon 1053 um einen fast vollständigen Tanach. Die 396 Blätter bzw. 792 Seiten im Folio-Format sind aus Pergament. Zwölf Blätter fehlen.
Schreiber und Herkunftsort sind unbekannt; mit der Radiocarbon-Methode wurde der Codex ins 9./10. Jahrhundert datiert, was die ältere paläographische Datierung bestätigt. Der hebräisch/aramäische Text wird mit Masora parva geboten, nur auf einzelnen Seiten auch mit Masora magna. Die Handschrift ist verglichen mit dem Codex von Aleppo oder dem Codex Leningradensis weniger sorgfältig. Sie „folgt in 40 % der Divergenzfälle anderen masoretischen Autoritäten als Ben Ascher und Ben Naftali.“ Bei der Erstellung der Masora dieses Codex wurde der Codex von Aleppo herangezogen. Mordechai Breuer, der eine Textrekonstruktion der 1947 zerstörten Teile des Codex von Aleppo erarbeitete, urteilte, der Codex Sassoon 1053 stehe dem Codex von Aleppo in Bezug auf den Konsonantentext der Tora besonders nahe, sei aber in jeder anderen Hinsicht weniger sorgfältig geschrieben als die anderen frühmittelalterlichen Codices der Hebräischen Bibel.
Im ersten Kanonteil der Hebräischen Bibel, der Tora, und bei den Vorderen Propheten gibt es keine Besonderheiten des Bücherarrangements. Die Reihenfolge der Hinteren Propheten ist: Jeschajahu (יְשַׁעְיָהוּ), Jirmejahu (יִרְמְיָהוּ), Jechezkel (יְחֶזְקֵאל) und Tre aśar (aramäisch: תְּרֵי עֲשַׂר „zwölf“), was mit der Liste von Hieronymus (391 n. Chr.) übereinstimmt, nicht dagegen mit der Reihenfolge dieser Prophetenbücher im Talmud (Bava Batra 14b). Der Vergleich der mittelalterlichen hebräischen Bibelhandschriften ergibt, dass die unter anderem vom Codex Sassoon 1053 gebotene Anordnung das älteste und häufigste Arrangement dieser Bücher darstellt, welches auch in die Druckausgaben des Tanach übernommen wurde.
Der dritte Kanonteil (Ketuvim) ist in seiner Anordnung in der hebräischen Handschriftentradition sehr variabel; der Codex Sassoon 1053 hat folgendes Bücherarrangement: Divre haJamim (דִּבְרֵי הַיָּמִים), Tehillim (תְּהִלִּים), Ijob (אִיּוֹב), Mischle (מִשְׁלֵי), Gruppe der fünf Megillot, Daniel (דָּנִיּאֵל) und Esra (עֶזְרָא). Dass die fünf Megillot als Gruppe zusammengefasst werden, ist erst seit dem Mittelalter üblich; hier gibt es im Wesentlichen zwei Bücherarrangements, das chronologische und das liturgische. Der Codex Sassoon hat ebenso wie der Codex von Aleppo und der Codex Leningradensis ein chronologisches Arrangement der Megillot. Im Codex Sassoon 1053 findet sich also die gleiche „westliche“ Tradition, die Ketuvim anzuordnen, wie im Codex Leningradensis (und der Biblia Hebraica Quinta).

## Provenienz

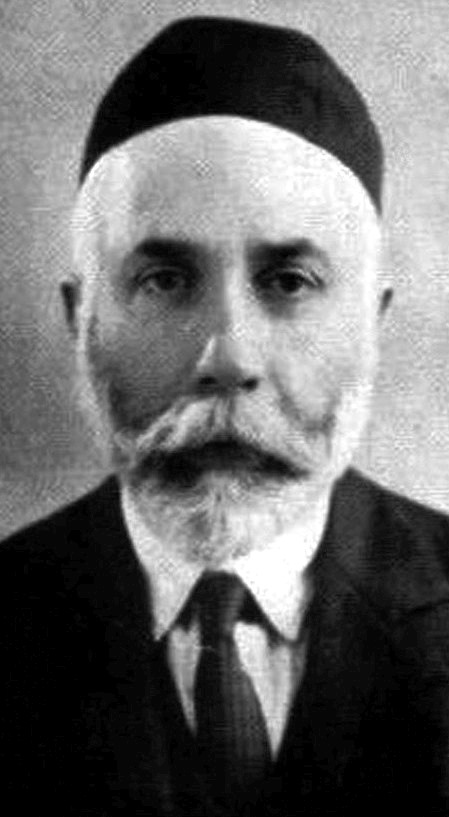
David Solomon Sassoon

Den Eigentümervermerken im Codex zufolge wurde das Buch im 11. Jahrhundert von Chalaf ben Abraham an Jitzhak ben Jechezkel al-Attar verkauft. Im Mittelalter wurde es zeitweise in der Synagoge von Makisin (dem heutigen Markada im Nordosten Syriens, Gouvernement al-Hasaka) verwahrt. Die Zerstörung dieser Synagoge ist entweder dem Mongolenreich im 13. Jahrhundert oder dem Timuridenreich um 1400 zuzuordnen. Danach erhielt ein Gemeindeglied, Salama bin Abi al-Fakhr, den Bibelcodex bis zum (nicht mehr erfolgten) Wiederaufbau der Synagoge zur Aufbewahrung.
David Solomon Sassoon (1880–1942), ein Mitglied der Kaufmannsfamilie Sassoon, erwarb den Codex 1929 für seine große Judaica-Sammlung. Durch den Katalog dieser Sammlung, Ohel David (London 1932) wurde der Codex der Fachwelt bekannt. Er war ab 1989 im Besitz des Schweizer Sammlers Jacqui E. Safra. Nachdem der Codex jahrzehntelang für die Öffentlichkeit nicht zugänglich war, wurde er im Februar 2023 bei Sotheby’s in London ausgestellt und war anschließend in Tel Aviv (ANU – Museum des Jüdischen Volkes), Dallas und Los Angeles zu sehen. Am 17. Mai 2023 wurde er durch das Auktionshaus Sotheby’s in New York für 38 Millionen US-Dollar versteigert; den Zuschlag bekam ein Unterstützerverein des ANU Museums. Laut Sotheby’s sei er damit das am teuersten versteigerte Manuskript und der am teuersten versteigerte religiöse jüdische Gegenstand der Geschichte.